# Acetophenon
Acetophenon er en aromatisk keton, som har en blomster- eller mandelagtig lugt. Det kendes desuden under navnene methylphenylketon og 1-phenylethanon.
- Molvægt: 120,15 g/mol
- Smeltepunkt: 20,5 °C
- Kogepunkt: 202 °C

| Kemi | Spire Denne artikel om kemi er en spire som bør udbygges. Du er velkommen til at hjælpe Wikipedia ved at udvide den. |